# Téa Karvinen
Téa Karvinen (auch Te'a Karvinen) (* 26. September 1966 in Helsinki) ist eine finnische Skeletonpilotin.
Téa Karvinen lebt in Kuusamo und arbeitet als Pressefotografin. Sie begann 2001 mit dem Skeletonsport und gehört seit dem Jahr zum Nationalkader Finnlands. Karvinen debütierte im November 2001 als 17. in einem Rennen im Rahmen des Skeleton-Europacups in Winterberg. Das erste Top-Ten-Ergebnis in einem internationalen Rennen erreichte die Finnin ein Jahr später als Fünfte bei einem Rennen des Skeleton-America’s-Cups in Lake Placid. 2003 startete sie erstmals bei einer Skeleton-Weltmeisterschaft und wurde in Nagano 19. Im November 2003 debütierte Karvinen in Calgary im Skeleton-Weltcup und belegte Platz 23. Ihr bestes Ergebnis in diesem Wettbewerb erreichte sie 2004 als 20. in Sigulda. Die Europameisterschaft 2004 in Altenberg beendete die Finnin als 12., die WM als 23. Bei der nächsten EM, wieder in Altenberg, wurde Karvinen 15. In den folgenden Saisonen startete sie vor allem im Europa- und America’s-Cup sowie im Challenge-Cup, seit 2007 auch im neu geschaffenen Skeleton-Intercontinentalcup. Erst 2008 startete sie erneut bei einem Großereignis. In Altenberg belegte Karvinen bei ihrer dritten Weltmeisterschaft den 26. Platz. Sie beendete ihre Karriere im Skeletonsport im Jahr 2009.